# 집라인

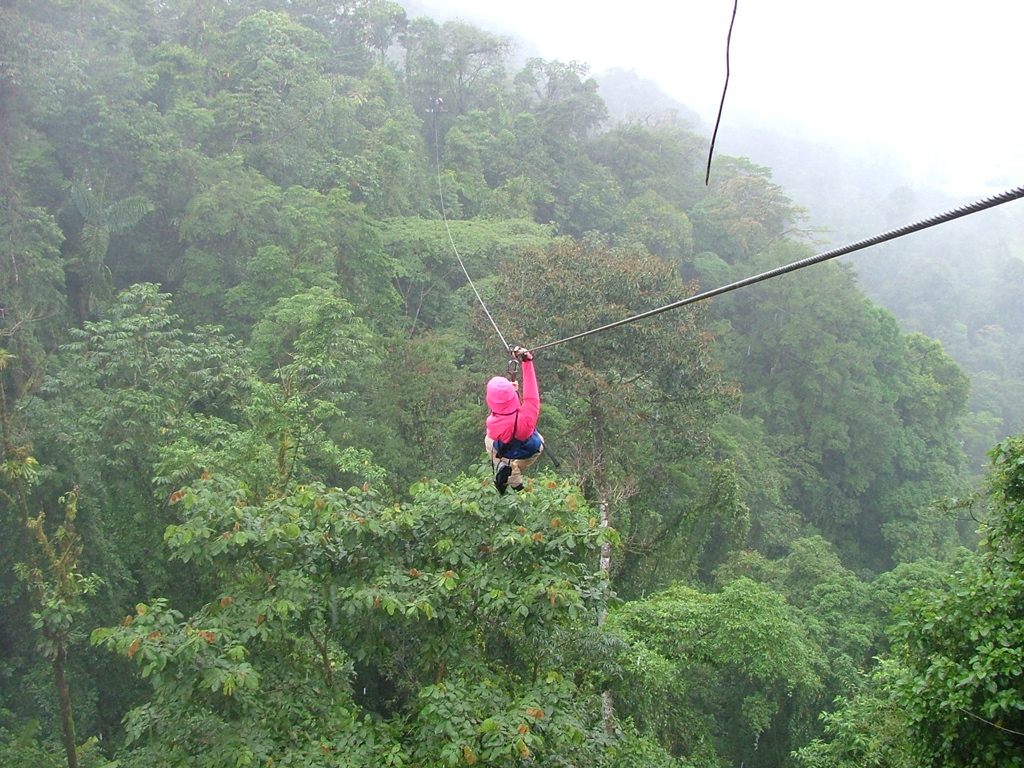
하강레포츠를 즐기는 모습

집라인(Zip line)은 양 편의 나무 또는 지주대 사이로 튼튼한 와이어를 설치하고 탑승자와 연결된 트롤리(trolley, 일종의 도르래)를 와이어에 걸어 빠른 속도로 반대편으로 이동하여 스릴과 함께 자연을 느낄 수 있는 야외 레포츠이다. 이와 유사한 형태의 레포츠를 '하응한다. 지역에 따라 플라잉폭스(Flying Fox), 집와이어(zip-wire), 에어리얼런웨이(Aerial Runway), 티롤리언크로싱(Tyrolean Crossing) 스카이플라이(SkyFly)등 다양한 명칭으로 불리기도 한다.

## 유래
하강레포츠의 유래는 여러 가지로 추측되고 있으며, 코스타리카나 하와이 등 열대우림 정글지역 원주민들이 바닥에 있는 뱀이나 독충, 독초 등을 피해 우거진 밀림 사이를 이동하기 위해 큰 나무들 사이에 로프를 걸어 이를 타고 이동하던 교통수단에서 시작되었다는 설이 가장 유력하다.
과거 오스트레일리아와 뉴질랜드의 개척시대에는 음식물이나 담배, 우편물, 기타 공사에 필요한 각종 공구류를 계곡, 강 건너편과 같이 직접 가져다 주기 어려운 곳에서 작업을 하고 있는 동료들에게 전달하거나 노동자들이 직접 타고 이동하기 위한 수단으로 널리 사용되었으며, 때로는 전쟁 도중 앞서 싸우고 있는 병사들에게 후방에서 탄약을 전달하기 위한 방법으로도 하강레포츠가 이용되었다고 하며, 오늘날에는 레저스포츠의 한 분야로 각광받기 시작하여 지난 1990년대 말부터 미국과 유럽, 오스트레일리아 등을 중심으로 하강레포츠 코스들이 건설되어 많은 이들이 이용하고 있다.

## 현황

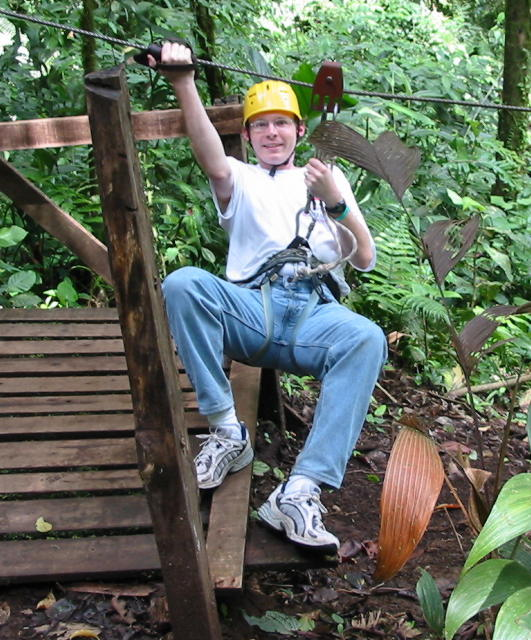
하강레포츠를 타는 모습

미국과 유럽, 오스트레일리아 등지에서 많은 하강레포츠 코스가 운영되고 있으며, 대부분 짧게는 3개에서 길게는 10여 개 코스를 가이드와 함께 순차적으로 진행하는 방식으로 운영되고 있다.
챌린지코스(Challenge Course)등과 함께 청소년 단체나 기업 등의 팀빌딩(teambuilding)프로그램으로도 하강레포츠가 활용되고 있으며, 특히 서바이벌 게임, 레프팅 등 기존 워크샵 프로그램으로 이용되던 레저 스포츠들의 식상함을 극복할 수 있는 새로운 아이템으로 각광받고 있다.

## 안전성
하강레포츠는다른 레저스포츠에 비하여 매우 안전한 것으로 알려져 있으며, 전문교육을 이수한 가이드 요원과 동반하여 코스를 이용하므로 사전 지식이나 훈련 없이도 누구나 안전하게 하강레포츠를길 수 있다. ACCT(미국 챌린지코스 기술협회, Association for Challenge Course Technology)에서는 하강레포츠의 설계 및 시공, 탑승장비에 대한 세부 지침을 마련하여 회원사로 하여금 이를 준용하도록 하고 있으며, 특히 와이어와 목재, 탑승장비 등의 경우 반드시 안전인증을 통과한 제품만을 사용하도록 규정하고 있다.
대한민국 하강레포츠의 경우 이러한 ACCT 규정에 더하여 탑승자 안전을 위해 하강레포츠 전용 하네스, 2중 캐러비너 체결시스템, 브레이크 시스템 등 다양한 안전장치들을 마련해두고 있어 해외에서보다 안전하게 하강레포츠를 즐길 수 있다고 알려졌다. 그러나 2015년 2월 28일 충북 보은읍 놀이시설에서 12세 어린이가 추락하여 숨지는 사고가 발생했다.(해당 사고는 시설 자체의 문제라기보다는 규정을 지키지 않은 인재로 파악되므로, 가이드의 안전교육, 시설교육 등 전문성이 요구된다.)

보통 와이어는 12mm의 와이어가 많이 쓰이며, 해당 와이어는 10톤의 무게를 견디는 것으로 알려져 있기 때문에 일반 탑승객의 무게로는 끊어지지 않는다.
트롤리나 하네스도 인증된 제품만을 사용하기에 해당 제품으로 인한 사고는 거의 없고 대부분 안전모 미착용, 도착지 착지불량, 탑승객간 충돌등의 소소한 사고가 대부분이고 인사사고는 위의 경우처럼 안전 수칙을 가이드가 명확하게 지키지 않는경우 발생한다.

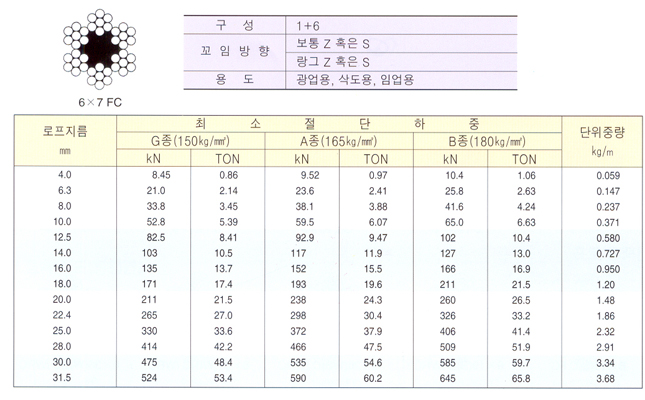
와이어의 인장력 도표

## 탑승 제한 및 복장
탑승자의 연령에는 제한이 없으나, 별도의 동력을 사용하지 않으므로 탑승자의 몸무게가 중요 요소로 작용한다. 너무 가벼운 경우 도착지에 도착하지 못하게 되거나, 체중이 무거울경우 속도가 빨라져 도착지에서 제동이 어려울 수 있다. 권장되는 체중은 최소 30kg 이상, 최대 100kg 이하이며, 해당 체중을 만족할 경우 누구나 탑승 가능하다.  30kg 이하 어린이의 경우 가이드 또는 부모와 함께 동반 탑승 (tandem riding)하여 비행할 수 있다. 복장은 간편한 복장으로 하되, 머리가 긴 사람은 머리를 묶는 것이 좋으며, 발 전체를 덮는 신발과 무릎 길이 이상의 바지를 착용해야 한다.

## 같이 보기
- 공중삭도